# Саторі (міфологія)
Саторі (яп. 覚, "свідомий") — персонаж японської міфології, гомінід, різновид йокай. Це людиноподібні мавпи, що зустрічаються в гірських лісах провінцій Хіда та Міно у центрі острова Хонсю. Вважається, що саторі є перевтіленням гірських богів Яма-но-Камі.

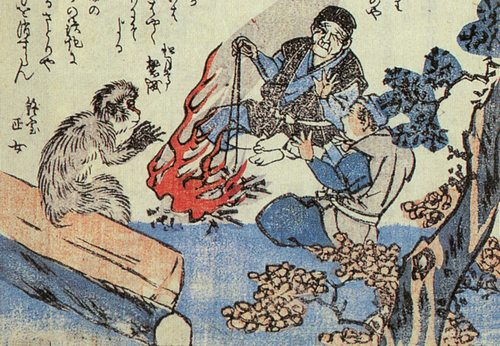
Зображення саторі у книзі «Kyōka Hyaku Monogatari» (1853 рік)

Саторі часто підстерігають самотніх мандрівників на старих стежках. Особливо небезпечні саторі своєю здатністю до телепатії. Улюблений спосіб їх полювання — підкрастися до людини та оглушити її безліччю голосів, які починають звучати прямо у неї в голові. Розгублену жертву саторі з легкістю добиває і з'їдає. Найкращий спосіб протидії чудовиську — порожня свідомість — не почувши людських думок саторі вважає за краще не нападати, а сховатися. За іншою версією, саторі ніколи не нападають на людей та уникають зустрічі з ними.

## У культурі
- Персонажі-сестри Touhou Project Комейджі Саторі та Комейджі Коїші є саторі, щоправда, остання не може читати думки.